# Fuente Camacho
Fuente Camacho es una localidad y pedanía española perteneciente al municipio de Loja, en la provincia de Granada, comunidad autónoma de Andalucía. Está situada en la parte suroccidental de la comarca lojeña. A tres kilómetros del límite con la provincia de Málaga, cerca de esta localidad se encuentran los núcleos de Estación de Salinas, La Palma, Venta del Rayo y Atajea.
Fuente Camacho es el segundo pueblo situado más al oeste de toda Granada, solo superado por La Palma.

## Historia

### Prehistoria
En 1984 fueron descubiertos, al aire libre, una gran cantidad de piezas de sílex utilizadas para la caza de grandes mamíferos que poblaban la zona. Se le suponen una antigüedad de 150 000 años. 
Investigando estas piezas el arqueólogo Isidro Toro Moyano y el licenciado en Geografía e Historia Manuel Ramos Lizana consideraron que este yacimiento es más antiguo que los de Cerro Pelado o los de La Esperanza fijando la presencia humana en esta zona en un momento inicial del Achelense Medio.
Estudiando las Salinas de Fuente Camacho se ha podido identificar un yacimiento vinculado al aprovechamiento de la sal y su explotación mediante ignición, técnica documentada en otros yacimientos peninsulares de similares cronologías. Este yacimiento además ha permitido completar el panorama de la obtención en la Prehistoria de sal en la península ibérica.

### Época ibero-romana
Algunos investigadores, como los hermanos Derqui del Rosal, pensaban que la ciudad de Ilipula Laus se encontraría en los Llanos de la Hortichuela, pues fue allí donde aparecieron vestigios de una población romana, así como indicios claros de la existencia de un núcleo de población importante como son una basílica y ciudad. Entre esos ejemplos se encuentran las salinas, un torreón romano que hacía las veces de columbario o para controlar el acceso a la salina y los restos de una basílica paleocristiana dedicadas a San Pedro y San Pablo. Además existe un monolito en la Iglesia Mayor de Loja que así lo atestigua.

## Demografía
Según el Instituto Nacional de Estadística de España, en el año 2019 Fuente Camacho contaba con 414 habitantes censados, lo que representa el 2,04% de la población total del municipio.

### Evolución de la población
| Gráfica de evolución demográfica de Fuente Camacho entre 2009 y 2019 |
|                                                                      |
| Datos según el nomenclátor publicado por el INE.                     |

## Comunicaciones

### Carreteras
La principal vía de comunicación que transcurre por esta localidad es:
| Identificador | Denominación                  | Itinerario                 |
| ------------- | ----------------------------- | -------------------------- |
| A-341         | De Loja a Ventas de Zafarraya | Loja - Ventas de Zafarraya |

Algunas distancias entre Fuente Camacho y otras ciudades:
| Ciudades | Distancia (km) |
| -------- | -------------- |
| Loja     | 15             |
| Granada  | 74             |